# 斯特兰斯基-克拉斯坦诺夫生长
斯特兰斯基－克拉斯坦诺夫生长簡稱S-K生長，是薄膜在結晶表面磊晶成長的三種主要模式之一。此生長機制包含兩個過程：首先在基板上吸附成薄膜並開始層狀累積，達到臨界厚度時，會因應力和化學能導致薄膜轉變為島狀成長模式 。S-K生長最早由伊万·斯特兰斯基和Lyubomir Krastanov在1938年發現。直到1958年，S-K生長模式、Volmer-Weber生長模式和Frank–van der Merwe生長模式才被恩斯特·鮑爾（Ernst Bauer）在他的著作中正式歸類為薄膜成長的三大主要機制。